# Banding Agung (Banding Agung)
Banding Agung is een bestuurslaag in het regentschap Ogan Komering Ulu Selatan van de provincie Zuid-Sumatra, Indonesië. Banding Agung telt 758 inwoners (volkstelling 2010).